# Dynamic Source Routing
Dynamic Source Routing (amb acrònim DSR) és un protocol d'enrutament per a xarxes sense fils en malla. DSR es basa en rutes d'origen en comptes de taules de rutes. DSR va ser creat per la universitat Carnegie Mellon de Pittsburgh i va aparèixer a la recomanació RFC 4728 del IETF el 2007.

## Propietats
- DSR és similar a AODV en el fet que es basen en la formació de la ruta sota demanda. A diferència d'AODV no envia comandes de Hello.
- DSR és diferencia de DSDV en que no es basa en taules de ruta, sinó en rutes origen.